# Claire Ubac
Claire Ubac (née en 1960) est une autrice française de littérature jeunesse.

## Biographie
Claire Ubac a suivi des études en littérature comparée anglais- italien à la Sorbonne. Elle a obtenu un DEA. Elle débute professionnellement en tant que pigiste pour des magazines adultes puis en tant que rédactrice dans deux magazines pour enfants. Elle devient ensuite autrice de livres jeunesse, dans un grand éclectisme, à la fois de formes littéraires, et de publics cibles.
Sa lecture de la grammaire de l’imagination de Gianni Rodari fait naître une passion : transmettre la créativité et permettre à tous d’en profiter. Elle mène des ateliers d’écriture en milieu scolaire ou associatif, de la maternelle aux adultes, en France et à l’étranger depuis 1996.
Elle recherche les pistes qui l’amène à travailler en collaboration, comme durant sa formation en 2011 à la Fémis animée par Pierre Linhart : Adaptation de votre roman en scénario.
En 2016 elle joue et chante dans Maisons, un spectacle d’objets et d’ombres adapté de l’une de ses histoires par Zemanel directeur de la compagnie Acte 2 théâtre de de Reims. Créé au salon du livre de Troyes en 2016, et joué au théâtre de Brive la Gaillarde à l’occasion de la Foire du livre 2018.
En 2017 elle crée une performance en collaboration avec l’illustratrice Irène Bonacina commandée par le festival hors norme pour la Grand Plage, médiathèque de Roubaix.
Elle mène parallèlement des ateliers en milieu scolaire.
Elle réside actuellement à Paris.

## Inspirations et thématiques

### Quêtes identitaires
De nombreux thèmes inspirent son écriture : se transformer pour transformer le monde, l’exploration de l’inconnu, l’intérêt envers l’Autre, le récit initiatique, la quête de l’identité, reconquérir une place qui nous est déniée, en particulier quand on naît fille.

### Les voyages
Le voyage tient une grande place dans sa vie et dans ses romans ; elle a beaucoup voyagé, de la Bulgarie à la Tunisie, des îles des Comores au Congo Kinshasa, du salon de Beyrouth aux Emirats arabes unis…

## Prix et distinctions
- 2000 : Mention Fiction Young Adults du Prix Bologna Ragazzi à la Foire du livre de jeunesse de Bologne (Italie), pour son adaptation de L'île aux trésor de Robert Louis Stevenson
- 2001 : Prix du magazine spécialisé Eselohr[14] récompensant l’originalité de la conception ou du contenu d’une œuvre pour l’adaptation de l’Île au trésor.
- 2010 : Prix 12/17 de la Foire du livre de Brive La Gaillarde[15] pour Le Chemin de Sarasvati, 2010,L'École des loisirs.
- 2012 : Grand Prix de la Société des gens de lettres (SGDL) du livre Jeunesse pour Le Chemin de Sarasvati, 2010, L'École des loisirs.

## Œuvres
Elle a publié de nombreux ouvrages, dont :
- Poussin cherche un ami (1993)
- Dans le jardin de grand-père (1993)
- L'anniversaire de Petit Clown (1993)
- Le prince Perlo (1993)
- Hugo n'aime pas les filles (1994)
- Pauline s'habille toute seule (1995)
- Nino à la crèche (1995)
- Gricha caché (1997)
- Inventions géniales et délirantes (1998)
- Les maisons du monde (1999)
- Diablesse (1999)
- Le monstre aux mille fesses (2000)
- Ê̂tre une jeune fille aujourd'hui (2000)
- Truquemot le menteur (2000)
- L'île aux trésor de Robert Louis Stevenson, adapté par Claire Ubac, 2000
- Ouled Roumia ou Comment se faire des amis (2001)
- Le Roi Lionel et le livre magique, par Edith Nesbit, Le Sorbier, 2002. Traduction de l'anglais et adaptation par Claire Ubac
- Les filles, votre corps change (2002)
- Les filles, quelle femme serez-vous ? (2002)
- Les neuf maisons de Kouri (2002)
- Le rat mangeur de noms (2003)
- Quand je ne savais pas écrire (2003)
- L'histoire impossible à peindre (2003)
- La sorcière amoureuse, illustrations de Nicole Claveloux, Bayard jeunesse, 2003
- Le fruit du dragon (2003)
- L'histoire impossible à sécher (2004)
- L'histoire impossible (2005)
- Jacques Cartier (2006)
- Mon beau Tomatchou (2006)
- Ne sois pas timide (2007)
- Le chemin de Sarasvati (2010)
- Petit Chat découvre le monde, illustré par Julia Wauters, Benjamins Media, 2010
- Mon concours de mode (2012)
- Lili Chantilly, 2012
- Corne de licorne et Pet de dragon, ill. Irène Bonacina, Albin Michel, 2015
- Un amour de dragon, ill. Irène Bonacina lien, Albin Michel, 2016
- Ici et là, les maisons d'Akira, ill. Clotilde Perrin, Albin Michel, 2018
- La nuit est une forêt in Une année en poésie, un poème à partager chaque jour, illustré par Frann Preston Gannon, Gallimard Jeunesse, 2020
- La vérité sur la petite graine, illustré par Zelda Zonc, Syros, 2020